# Weinroter Purpur-Röhrling
Der Weinrote Purpur-Röhrling oder Mosers Satans-Röhrling (Rubroboletus rubrosanguineus, Syn.: Boletus rubrosanguineus, B. splendidus ssp. moseri) ist eine Pilzart aus der Familie der Dickröhrlingsverwandten (Boletaceae). Bisweilen wird die Art auch wegen der Ähnlichkeit zum Satans-Röhrling (R. satanas), insbesondere junge und noch nicht rosa getönte Exemplare, als Falscher Satans-Röhrling bezeichnet, wohingegen der Name heute für R. legaliae verwendet wird.
Das Epitheton des wissenschaftlichen Artnamens setzt sich aus den beiden lateinischen Wortelementen „ruber“ (= rot, gerötet, rotglühend) und „sanguineus“ (blutig, blutrot) zusammen und bezieht sich auf die Färbung ausgewachsener Fruchtkörper. Der zweite Namensteil des Synonyms moseri ehrt den österreichischen Mykologen Meinhard Michael Moser.

## Merkmale

### Makroskopische Merkmale
Der zentral gestielte Hut des Weinroten Purpur-Röhrlings ist halbkugelig bis polsterartig geformt und misst in der Breite 7–20(–25) cm. Junge Fruchtkörper haben eine hell- bis mausgraue, auch blass milchkaffeefarbene und filzige beschaffene Huthaut. Mit zunehmendem Alter kommt die rosarote Subcutis immer stärker zum Vorschein. Selbst bei intensiv purpurroten Hüten verbleibt immer eine grindig-schorfige Mitte. Die Oberfläche verkahlt mit der Zeit und erscheint dann glatt, bei feuchter Witterung sogar etwas schleimig. Die freudig gelben und bei Reife oliv getönten Röhren blauen bei Berührung. Die Poren bzw. Röhrenmündungen sind vom Rand bis zum Stielansatz gleichmäßig karmin- bis blutrot gefärbt und blauen auf Druck ebenfalls. Das Sporenpulver hat eine olivbraune Farbe. Der 5–12 cm lange und 2–4 cm dicke Stiel hat anfangs einen bauchigen, keuligen Habitus, streckt sich im Laufe der Entwicklung und sieht dann beinahe walzenförmig aus. Zumindest die obere Hälfte der gold- bis orangegelben Stielrinde ist mit einem engmaschigen, roten Netz bedeckt. Die Stielbasis ist grauoliv-filzig bekleidet. Das Basalmyzel hat eine blass gelbliche Farbe. Das blass dotter- oder schwefelgelbe Fleisch läuft beim Kontakt mit Luftsauerstoff unmittelbar, aber eher langsam und schwach bis mäßig stark blau an. Nach einigen Stunden blasst die Verfärbung trübgelb aus. Die Stielbasis weist dagegen eine weinrote Farbe auf. Der Röhrenboden bzw. das Hutfleisch, an dem die Röhrenschicht anliegt, ist gelb. Das Fleisch schmeckt mild und riecht unspezifisch.

### Mikroskopische Merkmale
An den 25–40 Mikrometer langen und 9–13(–15) µm breiten Basidien reifen spindelige und 12–18 × 4,5–6,5 µm große Sporen heran. Die Zystiden haben eine flaschenartige bis bauchig-spindelige Form. Sie treten an den Poren zerstreuter auf und werden dort größer, bis 50 µm lang. Die Hutdeckschicht besteht aus zunächst mehr oder minder aufgerichteten, bald schon niederliegenden, zylindrischen Hyphenenden. Sie werden 2,5–9 µm breit.
Die bisweilen praktizierte Trennung in zwei mutmaßliche Sippen anhand der Hyphenbreite der HDS (2–5 µm vs. 5–10 µm) konnte nicht bestätigt werden, weil die Laubwaldfunde aus dem Schönbuch eine Hyphenbreite von bis zu 9 µm aufwiesen.

## Artabgrenzung
Der Weinrote Purpur-Röhrling kann insbesondere mit anderen rotporigen Dickröhrlingsverwandten verwechselt werden. Der ähnlich aussehende Blasshütige Purpur-Röhrling (R. rhodoxanthus) ist durch ein karminrotes Stielnetz und leuchtend gelbes, nur im Hut blauendes Fleisch gekennzeichnet. Auch der ungenießbare Schönfuß-Röhrling (Caloboletus calopus) kann dem Weinroten Purpur-Röhrling ähneln. Die Röhrenmündungen der Fruchtkörper sind jedoch bis auf die Varietät ruforubraporus gelb und nicht rot gefärbt. Pilzsammler halten oft die essbaren Hexen-Röhrlinge wie zum Beispiel den Flockenstieligen Hexen-Röhrling (Neoboletus luridiformis) für den Weinroten Purpur-Röhrling. Diese bilden jedoch braunhütige Fruchtkörper aus. Darüber hinaus blaut das Fleisch im Anschnitt oder beim Aufbrechen schnell und deutlich.

## Ökologie und Phänologie
Der Weinrote Purpur-Röhrling besiedelt Buchen- sowie Eichen-Hainbuchenwälder auf neutralen bis basischen sowie lehmigen und frischen Böden. Der Pilz wächst auch auf ehemaligen Viehweiden über Muschelkalk, die mit Fichten und Tannen aufgeforstet wurden. Daneben kommt er auch in Bergmischwäldern auf mosaikartig übersäuerten Böden vor. Hinsichtlich der Höhenlage kristallisieren sich zwei Bereiche heraus: Laubwaldfunde stammen aus der kollinen bis submontanen Stufe von 300 bis 500 m über Normalnull. Die Aufsammlungen bei Koniferen stammen meist aus der oberen submontanen bis montanen Höhenregion von 620 bis 730 m ü. NN. Demnach scheint der Weinrote Purpur-Röhrling Bereiche zwischen 500 und 600 Höhenmeter zu meiden. German Josef Krieglsteiner vermutete zunächst zwei verschiedene Sippen, verwarf die Trennung aber mangels Unterscheidungsmerkmalen.
Der Pilz fruktifiziert hauptsächlich von Juli bis September, vereinzelt finden sich noch Nachzügler im Herbst.

## Verbreitung
In Baden-Württemberg sind nur einzelne und weit verstreute Funde des Weinroten Purpur-Röhrlings bekannt. Der Verbreitungsschwerpunkt liegt im Schönbuch, wenngleich kein zusammenhängendes Gebiet erkennbar ist. Bayerische Nachweise stammen aus dem Voralpenland und der Alpenregion, Nachweise existieren auch aus südlicheren Gebieten mit Kalkschotterablagerungen durch eiszeitliche Gletscher wie zum Beispiel das Naturschutzgebiet bei Rosenau (NSG-00462.01) im Landkreis Dingolfing-Landau, ein Rest der Haidewiesen des Isartals mit Halbtrocken- und Trockenrasen, wärmeliebenden Säumen und Trockengebüschen.